# Boulevard Saint-Germain
Il boulevard Saint-Germain è uno dei boulevard di Parigi che corre sulla rive gauche della Senna, tra il Pont de Sully e il Pont de la Concorde.

## Topografia

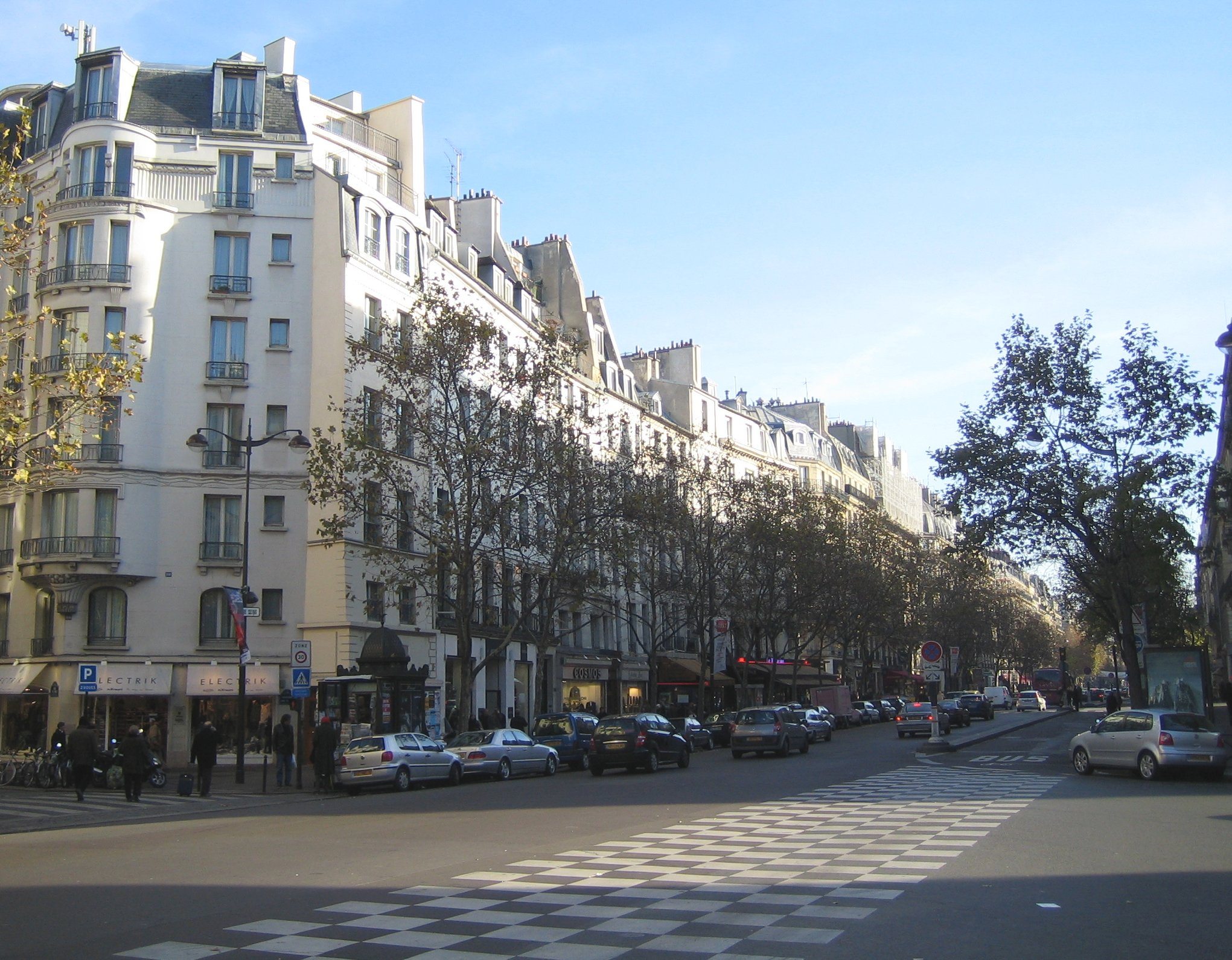
L'angolo del boulevard Saint-Germain con rue de Buci sulla sinistra

Lungo 3150 metri e largo circa 30, il boulevard Saint-Germain inizia nel V arrondissement, dal Quai Saint-Bernard sulla Senna di fronte all'île Saint-Louis, segue il fiume per qualche centinaio di metri sotto la montagne Sainte-Geneviève, attraversa il VI arrondissement, e ritorna sulla Senna all'altezza del quai d'Orsay, nel VII arrondissement.
Il boulevard è famoso per i quartieri che attraversa:
- è la strada principale del Quartiere latino;
- attraversa il quartiere di Saint-Germain-des-Prés, da cui prende il nome;
- attraversa il faubourg Saint-Germain con i suoi palazzi eleganti, descritto da Proust nella sua Recherche;
- all'angolo di rue Bonaparte il boulevard incontra l'Abbazia di Saint-Germain-des-Prés, così chiamata per distinguerla da Saint-Germain-l'Auxerrois.

Di fronte all'abbazia c'è il caffè Les Deux Magots, uno degli angoli del cosiddetto "Triangolo d'oro": Les Deux Magots, la brasserie Lipp, celebre per essere frequentata da personalità politiche, e il Café de Flore, uno dei più famosi caffè letterari, dove s'incontrano i vincitori del Goncourt, poeti di tutte le generazioni, e per il quale sono passati ideologi della rivoluzione russa e di quella cinese, nonché molte tra le maggiori personalità letterarie francesi.

## Storia
Il boulevard Saint-Germain è uno dei progetti voluti personalmente dal Barone Haussmann durante i suoi grandi lavori di trasformazione di Parigi nella seconda metà del XIX secolo. Nel suo piano di ristrutturazione della viabilità parigina, il boulevard completava sulla riva sinistra i tracciati dei boulevard della riva destra, e serviva i quartieri centrali sulla riva sinistra nel percorso est-ovest.
L'apertura del boulevard Saint-Germain comportò la demolizione di molte antiche residenze del faubourg Saint-Germain, e la modifica di assetti viari preesistenti. Il suo tracciato assorbì la parte orientale della rue Saint-Dominique, mentre i numeri dispari tra Rue de Rennes e rue des Saints-Pères corrispondono ad un lato dell'antica (e scomparsa) rue Taranne.
In boulevard Saint-Germain si svolse una parte degli eventi del Maggio 1968, con le barricate della Sorbona.

## Punti di interesse

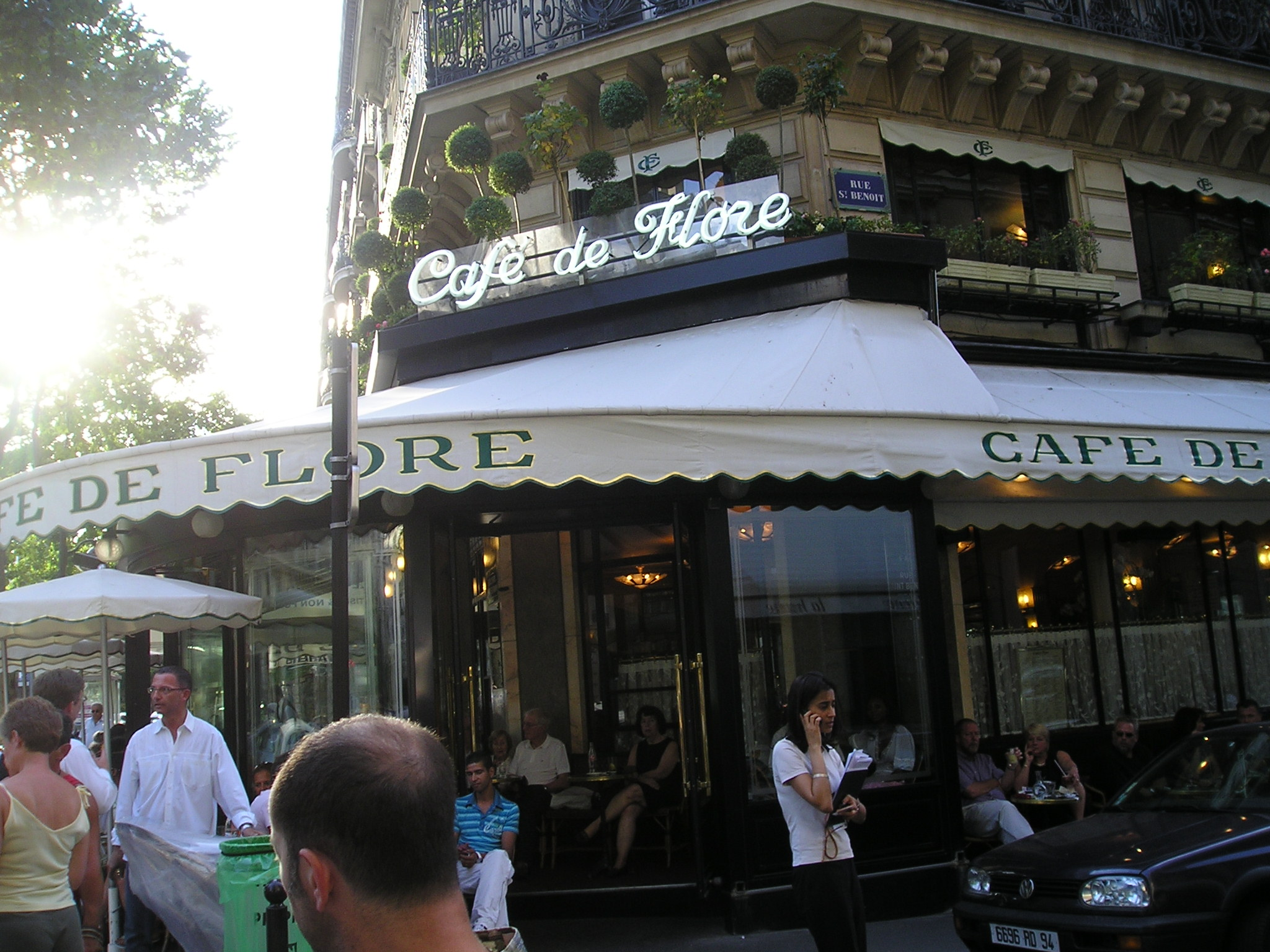
Il Café de Flore

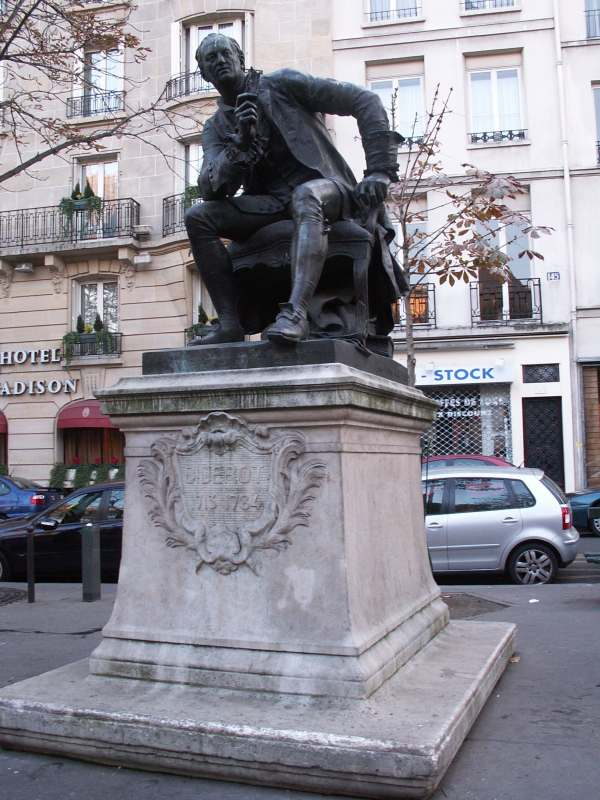
Diderot

- al n. 117 (angolo rue Grégoire-de-Tours), l'immobile costruito tra il 1877 e il '79 da Charles Garnier per il Cercle de la Librairie, associazione professionale delle professioni librarie, prolungato sulla rue Grégoire-de-Tours alla fine del secolo. L'edificio occupa attualmente la scuola di giornalismo di Scienze politiche;
- al n. 142 il Restaurant Vagenende, dal nome del suo proprietario nel 1920. Il locale esiste però dal 1905;
- al n. 145 la statua di Diderot che ricorda la sua casa in rue Taranne;
- al n. 168 bis lo square Félix-Desruelles, residuo del giardino dell'Abbazia di Saint-Germain-des-Prés. Vi si trova una statua di Bernard Palissy realizzata da Louis-Ernest Barrias e, sul muro dell'immobile accanto, una facciata di maiolica prodotta dall'architetto Charles Risler e dallo scultore Jules Coutan per l'Esposizione Universale del 1900, che illustra l'utilizzazione dei prodotti della Manufacture nationale de Sèvres;
- al n. 184 l'immobile costruito nel 1878 dall'architetto Édouard Leudière per la Société de Géographie. Le due cariatidi all'ingresso, che rappresentano la Terra e il Mare, e il globo terrestre sulla facciata si devono allo scultore Émile Soldi. La sede fu poi ampliata con l'acquisizione dell'immobile al n. 182;
- al n. 215 (e al 3 e 4 di rue Saint-Simon) un edificio del 1881-1883 in stile Renaissance, oggi sede distaccata della Fondazione nazionale di scienze politiche;
- al n. 217 l'''Hôtel de Varangéville'', originariamente aperto su rue Saint-Dominique, costruito nel 1704 dall'architetto Jacques V Gabriel ma demolito nel 1876 per l'apertura del boulevard Saint-Germain. Proprietà della Banca di Francia, fu riunito all'hôtel Amelot de Gournay, su rue Saint-Dominique, ed ospita oggi la Maison de l'Amérique latine, fondata nel 1946 dal Ministero degli affari esteri;
- al n. 218 c'è l'Hôtel in cui abitò nel 1741 il duca di Saint-Simon[2];
- al n. 231 il Ministero della Difesa occupa la maggior parte dell'isolato tra boulevard Saint-Germain, rue Saint-Dominique e rue de l'Université. L'edificio, destinato fin dall'origine ad uffici, fu costruito tra il 1876 e il 1877 dall'architetto Jules Bouchot;
- al n. 244 altro immobile ministeriale ottocentesco, costruito da Antoine Isidore Eugène Godebœuf nel 1861 e poi accorpato con l'immobile al n. 246. Ospita attualmente servizi del Ministero degli Esteri (siamo a 10 minuti a piedi dal Quai d'Orsay, sede di rappresentanza del ministero);
- al n. 246 c'è l'Hôtel de Roquelaure (anche Hôtel Molé), fatto ampliare nel 1724 dal duca di Roquelaure (1683-1738), Maresciallo di Francia, abbellito nel 1733-1734 da interni rococò di Nicolas Pineau, sopravvissuti in un salone di rappresentanza del maresciallo. L'immobile fu acquistato nel 1740 da Mathieu-François Molé, presidente del Parlamento di Parigi e parzialmente ridipinto da Charles-Joseph Natoire[3].
Requisito durante la Rivoluzione francese, fu trasformato per qualche tempo in ospedale per i rognosi, prima di essere restituito ai proprietari. Fu in seguito acquistato, unitamente al vicino hôtel de Lesdiguières al numero 248, da Cambacérès, che vi abitò fino all'esilio nel 1816. Passò poi a Maria Adelaide di Borbone, duchessa di Orléans. Sotto la Monarchia di luglio fu assegnato prima al Consiglio di Stato, per il quale Pierre-François-Léonard Fontaine creò un grande scalone e la sala del consiglio, e poi passò nel 1839 al Ministero dei Lavori pubblici[4] e fu ristrutturato da Félix Duban;
- l'Hôtel de Lesdiguières (anche detto Hôtel de Béthune-Sully), al n. 248,
- al n. 288, infine, il migliore stile haussmanniano si può osservare un notevole immobile Secondo Impero in angolo con il quai Anatole-France.